# Sydney Cozens
Sydney Turner Syd Cozens (Manchester, 17 de julho de 1908 — Nova Brunswick, 5 de fevereiro de 1985) foi um ciclista britânico que competiu representando o Reino Unido nos Jogos Olímpicos de 1928 na prova de velocidade.